# 바사 시대
바사 시대(스웨덴어: Äldre vasatiden 알드레 바사티덴[*])란 스웨덴의 역사에서 1523년 ~ 1611년을 가리키는 말이다. 1523년에 구스타브 1세 바사와 그 부하들이 스톡홀름에서 데인인들을 몰아내고 재정복하여 그 결과 칼마르 동맹이 해체된 것을 이 시대의 시작으로 본다. 구스타브 바사가 구스타브 1세로 즉위한 뒤, 그 아들인 에리크 14세와 요한 3세, 요한의 아들 시기스문드, 구스타브 1세의 막내아들 칼 9세의 치세까지가 바사 시대에 해당한다.
구스타브 1세의 치세는 국가 내부 정치구조와 종교의 개편으로 대변된다. 구스타브 1세는 종교 개혁에 동참하여 개신교로 국교를 개종하였고, 스웨덴의 각 지방을 통일한 뒤 1560년에 붕어했다. 왕위는 첫째 아들 에리크가 계승하였다. 에리크 14세는 영민하고 노련했지만, 형제들이나 다른 귀족들과 지속적인 갈등 관계에 있었다. 덴마크, 러시아, 폴란드와의 전쟁까지 겹치자 1567년에 정신 이상 상태에 빠져 버렸고, 이듬해 폐위되어 왕위는 동생 요한이 계승한다. 요한 3세는 국제 관계를 안정시키고 평화를 이룩했다. 천주교의 부분적 부활을 꾀하기도 하였으나, 이루지 못하고 붕어했다.
1592년에 요한이 죽자 그 아들 시기스문드가 왕위를 계승했다. 시기스문드는 당시 외가였던 폴란드의 왕위에 올라 있었으며, 1587년부터 1632년까지 폴란드 국왕으로 재임했다. 그는 스웨덴에는 섭정을 세워두고 폴란드에 머물렀다. 웁살라 총회에서 스웨덴의 루터교 교리가 선포되자 시기스문드는 이것을 막기 위해 돌아왔다. 하지만 리크스다그(신분제 의회)가 이미 그를 폐위하고 그 삼촌이자 구스타브 1세의 막내아들 카를을 즉위시킨 뒤였다. 잠깐 동안의 내전을 거쳐 패배한 시기스문드는 1598년에 폴란드로 도주했고, 영영 스웨덴으로 돌아오지 못했다.

## 같이 보기
- 스웨덴의 핀란드 지배
- 폴란드-스웨덴 동군연합
- 바사 왕조